# Mordóvskie Siressi
Mordóvskie Siressi (en rus: Мордовские Сыреси) és un poble de la República de Mordòvia, a Rússia, segons el cens del 2013 tenia 104 habitants, pertany al municipi d'Àlovo.